# Francesco Carpenetti
Francesco Carpenetti (Orsera, 4 ottobre 1942) è un ex calciatore italiano, di ruolo difensore.

## Carriera

### Giocatore

Carpenetti (in piedi, terzo da destra) capitano del Grosseto nel 1973-1974

Cresciuto nella Triestina, nel 1959 approda alla Roma in Serie A, dove rimase per sette campionati, totalizzando 127 presenze e 3 gol e dove vince due volte la Coppa Italia.
Nel 1969 viene ceduto alla Fiorentina, dove è riserva per due stagioni, nel corso delle quali gioca anche in Coppa dei Campioni segnando suo malgrado un'autorete nel match di andata dei quarti di finale contro il Celtic di Glasgow.
Nel 1971 scende in Serie D al Grosseto, dove, una volta conquistata la Serie C al termine del campionato 1972-73, rimane fino al ritiro, che avviene nella stagione 1975-76. In maglia biancorossa, Carpenetti disputa complessivamente 183 incontri, impreziositi da 10 reti.

### Allenatore
Una volta appesi gli scarpini al chiodo diventa allenatore, guidando in due distinti periodi anche il Grosseto, prima in Serie C2 e successivamente, nel 1987, nel Campionato Interregionale.

## Palmarès

### Giocatore
- Coppa Italia: 2

Roma: 1963-1964, 1968-1969
- Campionato italiano Serie D: 1

Grosseto: 1972-1973 (girone E)